# نگوین تی مین کای
نگوین تی مین کای (انگلیسی: Nguyễn Thị Minh Khai);(زاده: ۱ نوامبر ۱۹۱۰ در وین، انام – درگذشته: ۲۸ اوت ۱۹۴۱ در هاک مون، کوچینچینا) یک انقلابی ویتنامی و یک رهبر حزب کمونیست هندوچین در دهه ۱۹۳۰ بود.

## زندگی‌نامه
مین کای در تاریخ ۱ نوامبر ۱۹۱۰ در وین، نگ، استان انام متولد شد. او در سال ۱۹۲۷، حزب جدید انقلابی ویتنام را تأسیس کرد که سلف حزب کمونیست ویتنام بود. در سال ۱۹۳۰، او به هنگ کنگ رفت و وزیر امور خارجه چی مین در دفتر خاورمیانه کمینترن شد. در سال ۱۹۳۱ مین کای که مورد سوءظن به دخالت در فعالیت‌های تخریبی قرار گرفته بود توسط پلیس بریتانیا دستگیر و زندانی شد. از سال ۱۹۳۱ تا ۱۹۳۴، توسط دولت بریتانیا در هنگ کنگ زندانی شد. در سال ۱۹۳۴ او و لو گنگ فونگ به شرکت در کنگره هفتم کمینترن در مسکو رای دادند. بعدها او با لو ازدواج کرد.

## دستگیری و اعدام
در سال ۱۹۳۶، او به ویتنام بازگشت و رهبر ارشد کمونیست‌ها در سایگون شد. او توسط دولت استعماری فرانسه در سال ۱۹۴۰ دستگیر شد و سال بعد از آن تیرباران شد. شوهرش لو در ژوئن ۱۹۳۹ زندانی شده بود و بعداً در سپتامبر سال ۱۹۴۲ در قفس ببر در زندان پولو کاندور درگذشت.
امروز، مین کای به عنوان یک شهید انقلابی توسط حزب کمونیست ویتنام شناخته می‌شود و بعضی از جاده‌ها، مدارس و واحدهای اداری در ویتنام به نام او نامیده می‌شود.